# Aschenbruch
Aschenbruch war eine alte Bauerschaft. Sie wurde bereits vor 1858 nach Günnigfeld eingemeindet, zählte später zu Wattenscheid und dann zu Bochum. 1895 hatte sie 199 Einwohner.
In Erinnerung an die damalige Bauerschaft trägt der nördlich der Kreisstraße K 11 gelegene Abschnitt der Kreisstraße K 9 der Stadt Bochum den Namen Aschenbruch.